# لغة ماندا (الهند)
ماندا هي لغة درافيدية بأوديشا. اكتشفت من قبل العالم الخارجي فقط في عام 1964.